# История ЛГБТ на Гавайях
На Гавайях права ЛГБТ развивались в течение последних столетий. В начале XIX века влияние Полинизийской культуры привело к созданию открытого общества. После прибытия христианских миссионеров были приняты законы о содомии.

## XIX век
Первые христианские миссионеры, прибывшие на Гавайи, были опытны в обращении местных жителей и чиновников в христианство и соблюдении христианской морали, преуспев в обращении Камеамеа III. При Камеамеа III в 1833 году были приняты «Пуританские законы», запрещающие ряд видов деятельности, которые были обычными для Гавайского населения.

## XX век
В 1972 году уголовный кодекс был существенно пересмотрен. Среди прочего, отмена закона о преступлениях против природы и установления различного возраста согласия на разные сексуальные действия.